# Căuşeni (condado)
Căuşeni é um condado (ou distrito) da Moldávia. Sua capital é a cidade de Căuşeni.